# Powiat świdwiński

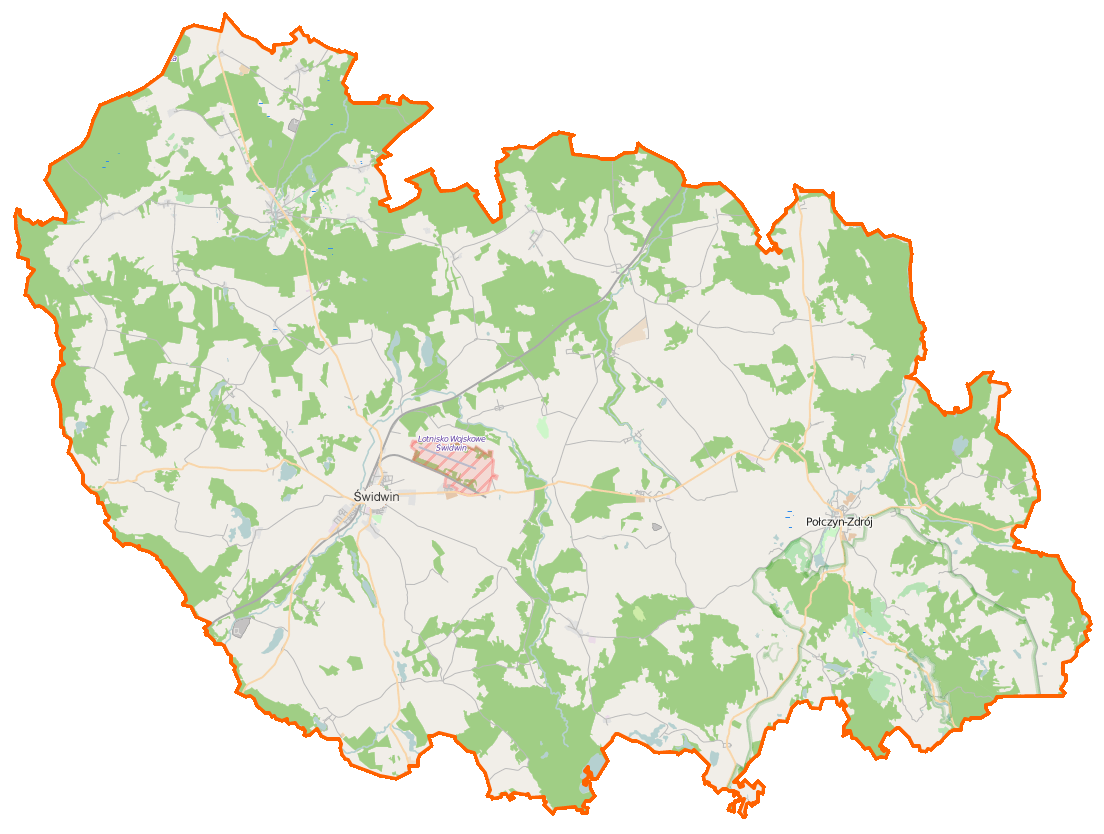
Mapa powiatu

Powiat świdwiński – powiat w północno-zachodniej Polsce, w województwie zachodniopomorskim, reaktywowany w 1999 r. w ramach reformy administracyjnej. Jego siedzibą jest miasto Świdwin.
W skład powiatu wchodzą:
- gminy miejskie: Świdwin
- gminy miejsko-wiejskie: Połczyn-Zdrój
- gminy wiejskie: Brzeżno, Rąbino, Sławoborze, Świdwin
- miasta: Świdwin, Połczyn-Zdrój

Według danych z 30 czerwca 2020 roku powiat zamieszkiwało 46 526 osób.

## Położenie
Według danych z 2015 roku powierzchnia powiatu świdwińskiego wynosi 1093,06 km².
Powiat położony jest na Wysoczyźnie Łobeskiej i Pojezierzu Drawskim. Gospodarka powiatu opiera się na przemyśle drzewnym i przetwórstwie spożywczym oraz turystyce. W Połczynie-Zdroju znajduje się najstarsze uzdrowisko na Pomorzu.

## Historia
Powiat świdwiński powołano 1 października 1954 roku w województwie koszalińskim, jako jeden z pierwszych powiatów utworzonych tuż po wprowadzeniu gromad w miejsce dotychczasowych gmin (29 września 1954) jako podstawowych jednostek administracyjnych PRL. Na powiat świdwiński złożyły się 2 miasta i 18 gromad, które wyłączono z dwóch powiatów w województwie koszalińskim (w praktyce gromady te należały do tych powiatów przez zaledwie dwa dni):
- z powiatu białogardzkiego:
  - miasta Świdwin i Połczyn Zdrój[5]
  - gromady Biały Zdrój, Bierzwnica, Bolkowo, Brzeżno, Lekowo, Nielep, Oparzno, Rąbino, Redło, Rzecino, Rusinowo, Sława, Słonowice, Toporzyk, Zajączkówko i Ząbrowo
- z powiatu kołobrzeskiego:
  - gromady Mysłowice i Sławoborze

1 stycznia 1958 roku do powiatu świdwińskiego przyłączono:
- z powiatu białogardzkiego – gromady Kołacz i Popielewo
- z powiatu drawskiego (z gromady Łabędzie) – wieś Karsibór (do gromady Bierzwnica)
- z powiatu drawskiego (z gromady Nowe Worowo) – wsie Lipno (do gromady Połczyn Zdrój), Cieminko, Smołdzęcino i Kolonia Lipno (do gromady Toporzyk)
- z powiatu szczecineckiego (z gromady Kluczewo) – wieś Czarnkowie (do gromady Połczyn Zdrój)

Równocześnie z powiatu świdwińskiego wyłączono gromadę Bolkowo i włączono ją do powiatu białogardzkiego.
Po zniesieniu gromad i reaktywacji gmin z dniem 1 stycznia 1973 roku powiat świdwiński podzielono na 2 miasta i 5 gmin:
- miasta Połczyn-Zdrój i Świdwin
- gminy Brzeżno, Połczyn-Zdrój, Rąbino, Sławoborze i Świdwin

Po reformie administracyjnej obowiązującej od 1 czerwca 1975 roku terytorium zniesionego powiatu świdwińskiego włączono do nowo utworzonego (mniejszego) województwa koszalińskiego. Wraz z reformą administracyjną z 1999 roku przywrócono w województwie zachodniopomorskim powiat świdwiński o kształcie i podziale administracyjnym identycznych do tych z 1975 roku (jedynie miasto i gminę Połczyn-Zdrój połączono 1 stycznia 1992 roku we wspólną gminę miejsko-wiejską Połczyn-Zdrój).

## Gospodarka
W końcu września 2019 roku liczba zarejestrowanych bezrobotnych w powiecie świdwińskim obejmowała ok. 1,7 tys. mieszkańców, co stanowi stopę bezrobocia na poziomie 11,9% do aktywnych zawodowo.
Przeciętne wynagrodzenie pracownicze w 2011 roku wynosiło 2772,15 zł, przy liczbie zatrudnionych pracowników w powiecie świdwińskim – 5866 osób. Przeciętne wynagrodzenie w sektorze publicznym wynosiło 2700,58 zł, a w sektorze prywatnym 1848,38 zł.
W 2013 r. wydatki budżetu samorządu powiatu świdwińskiego wynosiły 58,8 mln zł, a dochody budżetu 62,6 mln zł. Zadłużenie (dług publiczny) samorządu według danych na IV kwartał 2013 r. wynosiło 10,9 mln zł, co stanowiło 17,4% dochodów.

## Demografia
Według danych z 31 grudnia 2019 roku powiat świdwiński zamieszkiwały 46 724 osoby.

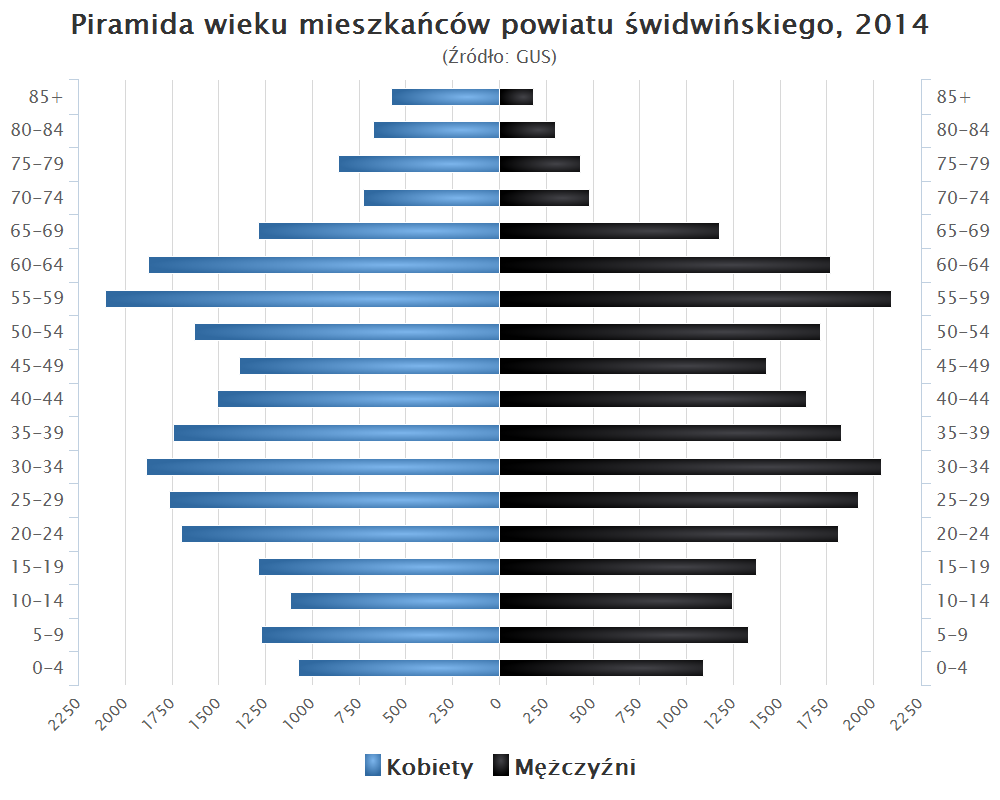
Piramida wieku mieszkańców powiatu świdwińskiego w 2014 roku

Liczba ludności (dane z 30 czerwca 2015):
|        | Ogółem | Ogółem | Kobiety | Kobiety | Mężczyźni | Mężczyźni |
| osób   | %      | osób   | %       | osób    | %         |           |
| ------ | ------ | ------ | ------- | ------- | --------- | --------- |
| Ogółem | 48 502 | 100    | 24 731  | 50,99   | 23 771    | 49,01     |
| Miasto | 24 229 | 49,95  | 12 822  | 26,44   | 11 407    | 23,52     |
| Wieś   | 24 273 | 50,05  | 11 909  | 24,55   | 12 364    | 25,49     |

▶Wieś vs ▶miasto
Ogółem (▶k, ▶m)
Miasto (▶k, ▶m)
Wieś (▶k, ▶m)

## Komunikacja
- Linie kolejowe:
- czynne:

202 Gdańsk Główny – Stargard Szczeciński  (przez Świdwin, Nielep, Rąbino)
- nieczynne, istniejące:

421 Połczyn-Zdrój – Świdwin  (przez Stare Ludzicko, Redło, Cieszeniewo, Smardzko),
- nieczynne, nieistniejące:

410 Grzmiąca – Kostrzyn  (przez Kołacz, Połczyn-Zdrój, Międzyborze, Zajączkowo, Dobino, Toporzyk, Gawroniec)
wąskotorowe:
- Linia kolejowa Białogard Wąskotorowy – Lepino Trójkąt,
- Linia kolejowa Gościno – Sławoborze (przez Rokosowo, Lepino, Lepino Trójkąt).
- Drogi:
  - wojewódzkie:

 151  Świdwin – Recz,

 152 Połczyn-Zdrój – Płoty  (przez Świdwin), 

 162 Kołobrzeg – Drawsko Pomorskie  (przez Sławoborze, Świdwin i Brzeżno),

 163 Kołobrzeg – Wałcz  (przez Połczyn-Zdrój), 

 170 Połczyn-Zdrój – Tychowo,

 172 Połczyn-Zdrój – Szczecinek, 

 173 Połczyn-Zdrój – Drawsko Pomorskie.

## Bezpieczeństwo
W 2009 r. wskaźnik wykrywalności sprawców przestępstw stwierdzonych w powiecie świdwińskim wynosił 76,6%. W 2009 r. stwierdzono w powiecie m.in. 164 kradzieży z włamaniem, 8 kradzieży samochodów, 54 przestępstw narkotykowych.
Powiat świdwiński jest obszarem właściwości Prokuratury Rejonowej w Świdwinie i Prokuratury Okręgowej w Koszalinie.
Na terenie powiatu działa 7 jednostek Ochotniczej Straży Pożarnej włączonych do krajowego systemu ratowniczo-gaśniczego. Istnieje jednostka ratowniczo-gaśnicza przy Komendzie Powiatowej Państwowej Straży Pożarnej w Świdwinie.

## Administracja
| Gminy                          | Liczba radnych | Liczba wyborców w 2010 |
| ------------------------------ | -------------- | ---------------------- |
| miasto Świdwin                 | 5              | 12 796                 |
| gmina Brzeżno, gmina Świdwin   | 3              | 7 238                  |
| gmina Połczyn-Zdrój            | 6              | 13 270                 |
| gmina Rąbino, gmina Sławoborze | 3              | 6 563                  |
| Razem (Σ)                      | 17             | 39 867                 |

Siedzibą władz powiatu jest miasto Świdwin. Organem uchwałodawczym jest Rada Powiatu w Świdwinie, w której skład wchodzi 17 radnych.
Gminy powiatu świdwińskiego są obszarem właściwości Sądu Rejonowego w Białogardzie, jednakże sprawy karne i wieczystoksięgowe rozpatrywane są przez 2 wydziały zamiejscowe w Świdwinie. Powiat świdwiński jest obszarem właściwości miejscowej Sądu Okręgowego w Koszalinie. Powiat świdwiński jest obszarem właściwości miejscowej Samorządowego Kolegium Odwoławczego w Koszalinie.
Mieszkańcy powiatu świdwińskiego wybierają radnych do Sejmiku Województwa Zachodniopomorskiego w okręgu nr 3. Posłów na Sejm wybierają z okręgu wyborczego nr 40, senatora z okręgu nr 99, a posłów do Parlamentu Europejskiego z okręgu nr 13.

## Sąsiednie powiaty
- powiat białogardzki
- powiat szczecinecki
- powiat drawski
- powiat łobeski
- powiat kołobrzeski